# Боярская, Ревекка Григорьевна
Боярская Ревекка Григорьевна (Любомирская-Боярская) (1893, Ржищев, Киевская губерния, Российская империя — 25.04.1967, Москва) — поэт, композитор, создатель популярной «Колыбельной» на идише.

## Биография
Ревекка Григорьевна родилась в небольшом городке Ржищев Киевской губернии в 1893 году. В Киевском музыкальном училище окончила обучение по теории музыки Иванова и классу фортепьяно Пухальского(1917 г.), в 1918 году окончила Фребелевский институт (Киев). Преподавала пение и ритмику на курсах для дошкольных педагогов и в яслях в 1919—1920 гг. С 1922 года проживала в Москве. В военные годы преподавала ритмику и пение на дошкольных курсах.
Муж — Евсей (Овсей) Иосифович Любомирский (1884-1977гг), еврейский советский театральный критик и театровед.
Ревекка Григорьевна скончалась в Москве 25.04.1967 года. Похоронена на Востряковском кладбище (новое).

## Сочинения
- Сборник «Клинкен гемерлех (Звенят молоточки)». 40 дошкольных песен. Слова Р. Боярская и Л. Квитко, 1925
- Сборник «Арбэт, шпил, гезанг (Работа, игра, пение)». 36 песен. Слова Р. Боярская , М. Розенблюма и Л. Квитко, 1930
- «Песня о мире», слова И. Керлера
- Сборник «Клейне боерс (Маленькие строители)». 28 песен. Слова Р. Боярская, И. Бакста, С. Галкина, Д. Гофштейна, Б. Гутянского, Л. Квитко, И. Фефера и др. 1938
- «Фрейлехс (Песня радости), слова И. Фефера
- сборник „Ломир зинген (Давайте петь)“. 30 песен. Слова Р. Боярская, Л. Квитко и И. Фефера, пер. Ю. Цертелева 1939
- „Так вошла Красная Армия“, слова П. Маркиша
- „Оборонная“, слова» П. Усенко
- «А бриф дэм хавэр Ворошилов (Письмо товарищу Ворошилову)», слова Л. Квитко